# Пюгген
Пюгген (нем. Püggen) — община в Германии, в земле Саксония-Анхальт. 
Входит в состав района Зальцведель. Подчиняется управлению Зальцведель-Ланд.  Население составляет 47 человек (на 31 декабря 2006 года). Занимает площадь 6,27 км².